# 30199 Ericbrown
30199 Ericbrown è un asteroide della fascia principale. Scoperto nel 2000, presenta un'orbita caratterizzata da un semiasse maggiore pari a 2,2135222 UA e da un'eccentricità di 0,0463504, inclinata di 5,96485° rispetto all'eclittica.